# Daniel Carroll (homme politique)
Pour les articles homonymes, voir Daniel Carroll et Carroll.
 (novembre 2024).
Daniel Carroll, né le 22 juillet 1730 à Upper Marlboro et mort le 4 mai 1796 à Rock Creek, est un homme politique américain. Il est l'un des Pères fondateurs des États-Unis en tant que signataire de la Constitution des États-Unis à la Convention de Philadelphie de 1787.
Il est élu à la Chambre des Représentants au 1er congrès des États-Unis pour l'État de Maryland (1789-1791).